# Jim Cramer

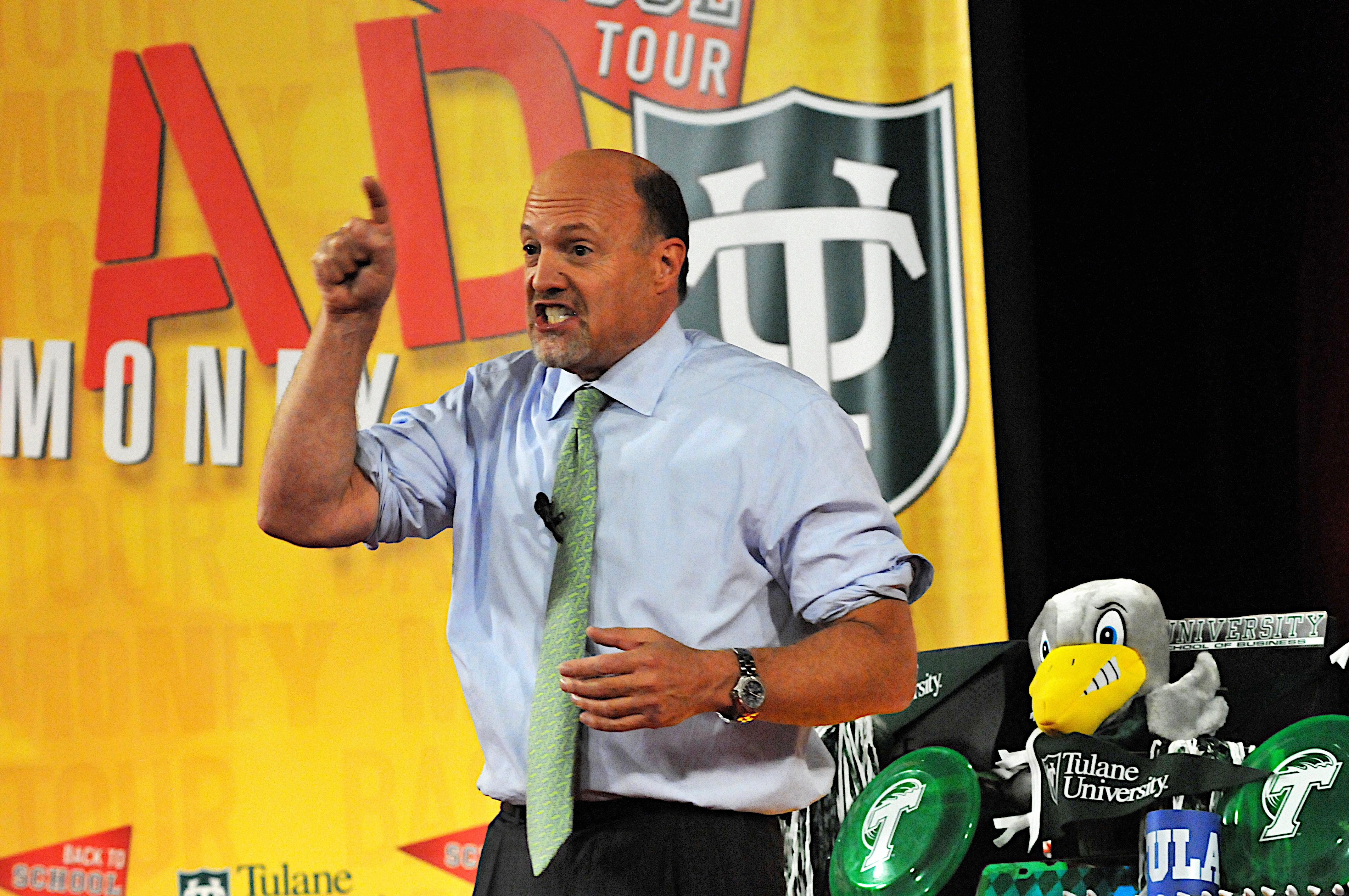
Jim Cramer

James Joseph Cramer (* 10. Februar 1955 in Springfield Township, Pennsylvania) ist ein US-amerikanischer Unternehmer, Journalist, Autor und Moderator der Sendung Mad Money auf CNBC. Er ist ehemaliger Hedgefonds-Manager sowie Mitbegründer des Online-Finanzmagazin TheStreet.com.

## Biografie
Cramer wurde in Pennsylvania in eine jüdische Familie geboren. Seine Mutter war Künstlerin und sein Vater arbeitete für ein Verpackungsunternehmen. Im Jahr 1977 schloss Cramer Magna cum laude am Harvard College mit einem Bachelor of Arts ab. Während seiner Zeit in Harvard war Cramer Präsident und Chefredakteur der Studentenzeitung The Harvard Crimson. Danach arbeitete er als Journalist in Florida und Kalifornien und für Kaliforniens Gouverneur Jerry Brown. Im Jahr 1984 erhielt Cramer einen Juris Doctor von der Harvard Law School. Während seiner Jahre an der Harvard Law School arbeitete Cramer für Alan M. Dershowitz und fing an mit Aktien zu handeln.
Im Jahr 1984 wurde Cramer Börsenmakler bei Goldman Sachs, wo er im Verkauf und Handel tätig war. 1987 verließ Cramer Goldman Sachs und gründete einen Hedgefonds, Cramer & Co. (später Cramer, Berkowitz & Co.). 2001 hörte er auf, den Hedgefonds zu leiten. 1996 startete Cramer mit seinem Partner Marty Peretz TheStreet.com, eine Website für Finanznachrichten und Finanzwissen. Cramer begann ab den 1990er Jahren regelmäßig in Fernsehsendungen aufzutreten. Von 2002 bis 2005 war Cramer Co-Moderator der Sendung Kudlow & Cramer (zuerst America Now genannt), wo er gemeinsam mit Larry Kudlow auftrat. Seit 2005 hat er seine eigene Show mit dem Namen Mad Money. Auf dieser behandelt er wirtschaftliche und die Finanzmärkte betreffende Themen und gibt in einem stark personalisierten Stil Anlagetipps.
Von 1988 bis 2009 war Cramer mit Karen Backfisch verheiratet, mit der er zwei Kinder hat. Am 18. April 2015 heiratete Cramer Lisa Cadette Detwiler, eine Immobilienmaklerin und Geschäftsführerin eines Restaurants im Stadtteil Brooklyn in New York City.

## Kritik
In seiner Zeit als Hedgefondsmanager war Cramer laut eigenen Aussagen an illegaler Marktmanipulation beteiligt gewesen. Cramer wurde auch für seine häufig falschen Prognosen bekannt, so riet er Anlegern im Rahmen der Finanzkrise 2007/08 vom Verkauf der Aktie von Bear Stearns ab und bezeichnete die Bank als „grundsolide“, wenige Tage vor ihrer Pleite. Derartige Prognosen führten zur Auflage eines „Inverse Cramer“-ETFs, welcher gegen Aktien wettet, die Cramer empfiehlt.

## Veröffentlichungen
- Confessions of a Street Addict. 2002
- You Got Screwed! Why Wall Street Tanked and How You Can Prosper. 2002
- Jim Cramer’s Real Money: Sane Investing in an Insane World. 2005
- Jim Cramer’s Mad Money: Watch TV, Get Rich. 2006
- Jim Cramer’s Stay Mad for Life: Get Rich, Stay Rich (Make Your Kids Even Richer). 2007
- Jim Cramer’s Getting Back to Even. 2009
- Jim Cramer’s Get Rich Carefully. 2013